# Nepeta
Nepeta L. é um gênero botânico da família Lamiaceae. Engloba espécies nativas da Europa, África e Ásia. Também é conhecida por Catnip ou erva-dos-gatos, tendo em vista que a maioria dos gatos domésticos são muito atraídos pelo odor dessa planta.

## Sinonímia
- Afridia Duthie

## Principais espécies
- Nepeta agrestis
- Nepeta annua
- Nepeta apuleii
- Nepeta beltranii
- Nepeta camphorata
- Nepeta cataria
- Nepeta ciliaris
- Nepeta coerulescens
- Nepeta curviflora
- Nepeta densiflora
- Nepeta dentata
- Nepeta dirphya
- Nepeta discolor
- Nepeta elliptica
- Nepeta everardi
- Nepeta floccosa
- Nepeta foliosa
- Nepeta fordii
- Nepeta glutinosa
- Nepeta govaniana
- Nepeta granatensis
- Nepeta grandiflora
- Nepeta heldreichii
- Nepeta hemsleyana
- Nepeta hindost
- Nepeta hispanica
- Nepeta italica
- Nepeta jomdaensis
- Nepeta kokamirica
- Nepeta kokanica
- Nepeta laevigata
- Nepeta lamiopsis
- Nepeta latifolia
- Nepeta leucolaena
- Nepeta leucophylla
- Nepeta longibracteata
- Nepeta manchuriensis
- Nepeta melissifolia
- Nepeta membranifolia
- Nepeta micrantha
- Nepeta multibracteata
- Nepeta multifida
- Nepeta mussinii
- Nepeta nepalensis
- Nepeta nepetella
- Nepeta nervosa
- Nepeta nuda
- Nepeta parnassica
- Nepeta parviflora
- Nepeta phyllochlamys
- Nepeta prattii
- Nepeta pungens
- Nepeta racemosa
- Nepeta raphanorhiza
- Nepeta scordotis
- Nepeta sessilis
- Nepeta sibirica
- Nepeta sibthorpii
- Nepeta souliei
- Nepeta spruneri
- Nepeta staintonii
- Nepeta stewartiana
- Nepeta sungpanensis
- Nepeta supina
- Nepeta taxkorganica
- Nepeta tenuiflora
- Nepeta tenuifolia
- Nepeta tuberosa
- Nepeta ucranica
- Nepeta veitchii
- Nepeta virgata
- Nepeta wilsonii
- Nepeta yanthina
- Nepeta zandaensis

Híbridos
- Nepeta × faassenii

- «Lista completa»

## Classificação do gênero
| Sistema | Classificação                        | Referência               |
| ------- | ------------------------------------ | ------------------------ |
| Linné   | Classe Didynamia, ordem Gymnospermia | Species plantarum (1753) |

## Efeito nos felinos

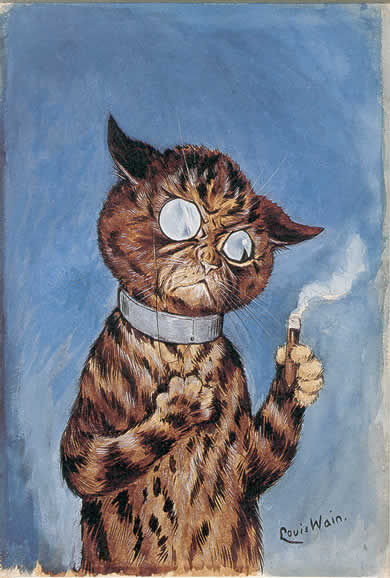
"Gato fumando um charuto", pintura de 1871 de Louis Wain

O componente ativo nepetalactona presente na planta afeta quase todos os felinos, incluindo leões, pumas e onças, sendo inofensivo para eles. Tal substância estimula o instinto de predador do animal. Acredita-se que a resposta a essa substância seja herdada geneticamente, visto que alguns indivíduos não são afetados pela mesma. O órgão de Jacobson, situado no cérebro dos felinos, é responsável pela sensibilidade à substância. A erva é utilizada para acalmar os felinos agressivos e excitar os mais apáticos. É considerada 